# 松田巌 (陸軍軍人)
松田 巌（まつだ いわお、1895年（明治28年）2月23日 - 1979年（昭和54年）3月26日）は、日本の陸軍軍人。最終階級は陸軍中将。

## 経歴
石川県出身。1916年（大正5年）5月、陸軍士官学校（28期）を卒業。同年12月、歩兵少尉に任官。1924年（大正13年）11月、陸軍大学校（36期）を卒業して後に陸軍運輸部に配属された。1926年（大正15年）3月、大尉に昇進。1932年（昭和7年）2月、陸軍歩兵学校教官兼野戦砲兵学校の研究部部員を経て、同年4月、少佐に昇進した。1933年（昭和8年）8月1日、陸軍習志野学校教官兼研究部部員に就任。1936年（昭和11年）8月、中佐に進級し第19師団参謀を務めた。
1938年（昭和13年）7月、歩兵大佐に昇進し歩兵第86連隊長に就任し日中戦争に出征。杭州に駐屯した。第110師団参謀長を経て、1940年（昭和15年）12月、陸軍公主嶺学校教官に異動。1941年（昭和16年）10月、第23師団参謀長となり太平洋戦争を迎えた。1942年（昭和17年）8月、陸軍少将に進級し、同年9月、第14歩兵団長に就任。1943年（昭和18年）2月、第4船舶団長（船舶司令部）に移り、ニューブリテン島に出征した。同年10月、第65旅団長に就任しツルブの戦いの指揮を執る。のちに転進しラバウルの守備を担った。
1945年（昭和20年）4月、陸軍中将に進み終戦を迎えた。1948年（昭和23年）1月31日、公職追放仮指定を受けた。